# Liste des édifices labellisés « Architecture contemporaine remarquable » de l'Ardèche
Cet article recense les édifices labellisés « Architecture contemporaine remarquable » de l'Ardèche, en France.
Le label « Architecture contemporaine remarquable » remplace depuis 2016 l'ancien label « Patrimoine du XXe siècle ». Il ne prend en compte que des édifices de moins de 100 ans à la date de labellisation, et qui ne sont pas protégés comme monuments historiques.
Au début 2024, l'Ardèche compte 5 édifices ainsi labellisés.

## Liste
| Monument                            | Commune               | Adresse | Coordonnées                      | Notice     | Date | Illustration               |
| ----------------------------------- | --------------------- | ------- | -------------------------------- | ---------- | ---- | -------------------------- |
| Village Vacances Famille Lou Castel | Berrias-et-Casteljau  |         | 44° 24′ 06″ nord, 4° 12′ 30″ est | ACR0000009 | 2003 | Image manquante Téléverser |
| Village Vacances Famille Gîte Clair | Chambonas             |         | 44° 24′ 08″ nord, 4° 08′ 55″ est | ACR0000010 | 2003 | Image manquante Téléverser |
| Puits d'extraction de Montredon     | Largentière           |         | 44° 32′ 33″ nord, 4° 17′ 32″ est | ACR0000012 | 2003 | Image manquante Téléverser |
| Barrage de Malarce                  | Malarce-sur-la-Thines |         | 44° 27′ 15″ nord, 4° 03′ 15″ est | ACR0000014 | 2003 | Barrage de Malarce         |
| Église Sainte-Madeleine             | Le Pouzin             |         | 44° 45′ 20″ nord, 4° 45′ 00″ est | ACR0000013 | 2003 | Église Sainte-Madeleine    |
| Viaduc de la Voulte                 | La Voulte-sur-Rhône   |         | 44° 47′ 46″ nord, 4° 47′ 35″ est | ACR0000011 | 2003 | Viaduc de la Voulte        |